# Mama (EP)
Pour les articles homonymes, voir Mama.
Albums de EXO-K et EXO-M
XOXO
(2013)
Singles
1. What Is Love
Sortie : 30 janvier 2012
2. History
Sortie : 9 mars 2012
3. Mama
Sortie : 8 avril 2012

Mama est le premier EP des boys bands sud-coréano-chinois EXO-K et EXO-M, produit est publié sous SM Entertainment le 9 avril 2012 en deux éditions linguistiques – en coréen pour EXO-K et en mandarin pour EXO-M.

## Contexte
L'EP a été produit par Lee Soo-man, qui est également le principal producteur pour le groupe. Le titre du mini-album est un terme coréen utilisé pour s'adresser à une personne royale, similaire aux attributs de « votre altesse » ou « votre majesté » en anglais. Le single "Mama" a été écrit par Yoo Young-jin qui a également co-écrit deux autres chansons de l'EP, "What Is Love" et "History".

## Promotion
De décembre 2011 à février 2012, SM Entertainment a publié vingt-trois teasers mettant en vedette les membres du groupe qui comprenait quelques aperçus des chansons du mini-album. La piste "Angel" a été utilisé comme musique de fond dans quatre teasers. La piste "Two Moons" a été introduit dans le douzième teaser qui présentait le membre d'EXO-K Kai et Lay d'EXO-M. "Machine" a été utilisé dans le cinquième teaser avec Kai.
EXO-K a promu la chanson titre "Mama" dans des émissions musicales coréennes avec "History" chaque semaine. Ils ont fait leurs débuts dans des programmes musicaux comme Inkigayo, M Countdown, Music Bank et Show! Music Core du 8 avril au 15 avril, tandis qu'EXO-M s'est représenté à la 12e édition des Yinyue Fengyun Bang Awards en Chine le même jour. EXO-M a promu l'EP en performant "Mama" durant la tournée indonésienne des Super Junior, Super Show 4, et a fait des apparitions constantes dans des émissions musicales chinoises et diverses émissions, y compris une apparition dans un épisode d'Happy Camp.

## Sortie et accueil
Le single de prologue du groupe, "What Is Love" est sorti le 30 janvier 2012. Un second single, "History" est sorti le 9 mars.
Le 31 mars 2012, SM Entertainment a mis en ligne un teaser pour le clip vidéo de la chanson-titre, "Mama" au showcase d'EXO à Séoul. Le 6 avril, l'agence a publié des photos de la pochette des albums d'EXO-K et d'EXO-M. L'EP est sorti le 9 avril 2012, simultanément en Chine et en Corée du Sud, et dans l'iTunes Store.
Les deux versions du mini-album ont été un succès commercial. La version coréenne est classée numéro un sur le Gaon Album Chart, quatrième sur le Sina Album Chart et huitième sur le « Billboard World Albums Chart ». La version chinoise a atteint la première place sur le Sina Album Chart, la quatrième place sur le Gaon Album Chart et la douzième place sur le « Billboard World Albums Chart ». Les trois singles d'EXO-M ont été classés dans divers charts musicaux et vidéos, avec la chanson-titre de l'EP qui a été en tête des charts après un jour de sortie. Les clips vidéos des trois singles ont atteint le premier rang sur les sites de streaming chinois, tandis que le clip vidéo de la version coréenne de "Mama" a atteint la septième place sur le Global Chart de YouTube.

## Liste des titres
| 1.    | Mama                                      | Yoo Young-jin                                                   | Yoo Young-jin                    | 04:31 |
| 2.    | What Is Love (chanté par: Baekhyun, D.O.) | Teddy Riley, Yoo Young-jin, DOM, Richard Garcia                 | Yoo Young-jin                    | 04:22 |
| 3.    | History                                   | Yoo Young-jin, Thomas Troelsen, Remee Mikkel Sigvardt Jackman   | Yoo Young-jin                    | 03:32 |
| 4.    | Angel                                     | J. Lewis, Jarah Gibson, DK, Hyuk Shin (Joombas), Sasha Hamilton | Hyuk Shin (Joombas), Lee Yun-jae | 03:01 |
| 5.    | Two Moons (avec Key de SHINee)            | Albi Albertsson, Yim Kwang-wook                                 | Misfit                           | 03:03 |
| 6.    | Machine                                   | Albi Albertsson, Timo Kaukolampi                                | Albi Albertsson, Yim Kwang-wook  | 03:26 |
| 21:55 |                                           |                                                                 |                                  |       |

| Version coréenne (par EXO-K) | Version coréenne (par EXO-K)                                                                    | Version coréenne (par EXO-K) | Version coréenne (par EXO-K) | Version coréenne (par EXO-K) | Version coréenne (par EXO-K) | Version coréenne (par EXO-K) | Version coréenne (par EXO-K) | Version coréenne (par EXO-K) | Version coréenne (par EXO-K) |
| No                           | Titre                                                                                           | Durée                        |                              |                              |                              |                              |                              |                              |                              |
| ---------------------------- | ----------------------------------------------------------------------------------------------- | ---------------------------- | ---------------------------- | ---------------------------- | ---------------------------- | ---------------------------- | ---------------------------- | ---------------------------- | ---------------------------- |
| 1.                           | Mama (마마)                                                                                     | 04:31                        |                              |                              |                              |                              |                              |                              |                              |
| 2.                           | What Is Love (chanté par: Baekhyun, D.O.)                                                       | 04:22                        |                              |                              |                              |                              |                              |                              |                              |
| 3.                           | History                                                                                         | 03:32                        |                              |                              |                              |                              |                              |                              |                              |
| 4.                           | Angel (너의 세상으로; Neoui Sesang-euro) (chanté par: Baekhyun, D.O., Suho)                     | 03:01                        |                              |                              |                              |                              |                              |                              |                              |
| 5.                           | Two Moons (두 개의 달이 뜨는 밤; Du Gaeui Dari Tteuneun Bam) (chanté par: Kai, Chanyeol, Sehun) | 03:03                        |                              |                              |                              |                              |                              |                              |                              |
| 6.                           | Machine                                                                                         | 03:26                        |                              |                              |                              |                              |                              |                              |                              |
| 21:55                        |                                                                                                 |                              |                              |                              |                              |                              |                              |                              |                              |

| Version chinoise (par EXO-M) | Version chinoise (par EXO-M)                                                 | Version chinoise (par EXO-M) | Version chinoise (par EXO-M) | Version chinoise (par EXO-M) | Version chinoise (par EXO-M) | Version chinoise (par EXO-M) | Version chinoise (par EXO-M) | Version chinoise (par EXO-M) | Version chinoise (par EXO-M) |
| No                           | Titre                                                                        | Durée                        |                              |                              |                              |                              |                              |                              |                              |
| ---------------------------- | ---------------------------------------------------------------------------- | ---------------------------- | ---------------------------- | ---------------------------- | ---------------------------- | ---------------------------- | ---------------------------- | ---------------------------- | ---------------------------- |
| 1.                           | Mama                                                                         | 04:31                        |                              |                              |                              |                              |                              |                              |                              |
| 2.                           | What Is Love (chanté par: Chen, Luhan)                                       | 04:22                        |                              |                              |                              |                              |                              |                              |                              |
| 3.                           | History                                                                      | 03:32                        |                              |                              |                              |                              |                              |                              |                              |
| 4.                           | Angel (你的世界; Nǐ De Shìjiè) (chanté par: Chen, Luhan, Lay, Xiumin)        | 03:01                        |                              |                              |                              |                              |                              |                              |                              |
| 5.                           | Two Moons (双月之夜; Shuāng Yuè Zhī Yè) (chanté par: Kris, Tao, Lay, Xiumin) | 03:03                        |                              |                              |                              |                              |                              |                              |                              |
| 6.                           | Machine                                                                      | 03:26                        |                              |                              |                              |                              |                              |                              |                              |
| 21:55                        |                                                                              |                              |                              |                              |                              |                              |                              |                              |                              |

## Classements

### Versions coréenne et chinoise
| China Weekly Sino Chart                   | 17 | 7  |
| South Korea Gaon Weekly Albums Chart      | 1  | 4  |
| Japan Oricon Weekly Albums Chart          | 33 | 63 |
| US (Billboard World Albums Chart)         | 8  | 12 |
| South Korea Gaon Monthly Albums Chart     | 1  | 6  |
| South Korea Gaon 2012 Yearly Albums Chart | 7  | 16 |
| South Korea Gaon 2013 Yearly Albums Chart | 32 | 39 |
| South Korea Gaon 2014 Yearly Albums Chart | 39 | 54 |

## Ventes
| Classement          | Ventes                     |
| ------------------- | -------------------------- |
| Japon (Oricon)      | 10 485 (Version chinoise)  |
| Japon (Oricon)      | 35 771 (Version coréenne)  |
| Corée du Sud (Gaon) | 207 072 (Version chinoise) |
| Corée du Sud (Gaon) | 294 486 (Version coréenne) |

## Historique de sortie
| Pays         | Date          | Format                   | Label                                |
| ------------ | ------------- | ------------------------ | ------------------------------------ |
| Monde entier | 9 avril 2012  | CD, Téléchargement légal | SM Entertainment                     |
| Corée du Sud | 9 avril 2012  | CD, Téléchargement légal | SM Entertainment, KMP Holdings       |
| Chine        | 1er août 2012 | CD                       | SM Entertainment, Guangdong Yinxiang |
| Thaïlande    | 20 mai 2013   | CD                       | SM True                              |

## Prix et nominations
| Année | Prix                | Travail nommé | Titre          | Résultat   |
| ----- | ------------------- | ------------- | -------------- | ---------- |
| 2012  | SBS Pop Asia Awards | History       | MV of the Year | Lauréat    |
| 2013  | Golden Disk Awards  | Mama          | Disk Bonsang   | Nomination |